# Bistum Facatativá
Das Bistum Facatativá (lat.: Dioecesis Facatativensis, span.: Diócesis de Facatativá) ist eine in Kolumbien gelegene römisch-katholische Diözese mit Sitz in Facatativá. 

## Geschichte
Das Bistum Facatativá wurde am 16. März 1962 durch Papst Johannes XXIII. mit der Päpstlichen Bulle Summi pastoris aus Gebietsabtretungen des Erzbistums Bogotá errichtet und diesem als Suffraganbistum unterstellt. Am 29. März 1984 gab das Bistum Facatativá Teile seines Territoriums zur Gründung des Bistums La Dorada-Guaduas ab.

## Bischöfe von Facatativá
- Raúl Zambrano Camader, 1962–1972
- Hernando Velásquez Lotero, 1973–1985
- Luis Gabriel Romero Franco, 1986–2010
- Luis Antonio Nova Rocha, 2010–2013
- José Miguel Gómez Rodríguez, 2015–2021, dann Erzbischof von Manizales
- Pedro Manuel Salamanca Mantilla, seit 2022